# Oligia albilinea
Oligia albilinea là một loài bướm đêm trong họ Noctuidae.